# Gema Galgani
Gema Umberta Maria Galgani (Camigliano, cerca de Capannori, 12 de marzo de 1878-Lucca, actual Italia, 11 de abril de 1903) fue una joven y mística pasionista italiana, venerada como santa por la Iglesia católica.

## Vida

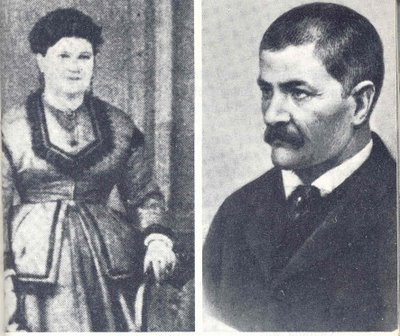
Enrique Galgani y Aurelia Landi, los padres de santa Gema

Gema fue una de las hijas del boticario Enrique Galgani y su esposa Aurelia Landi, quien murió cuando ella tenía siete años. Quedó huérfana de padre a los 18, y tras ayudar a su tía a criar a sus hermanos menores y rechazar a dos pretendientes atraídos por su notable belleza física, fue contratada como ama de llaves por la familia Giannini, que le tomó mucho cariño y prácticamente la adoptó. Con ellos, Gema se trasladó a la ciudad de Lucca; allí se hizo amiga de la Venerable María Eugenia Giannini, más tarde también pasionista italiana. Después de la muerte de su amiga, sería la fundadora de la congregación "Hijas de Santa Gema".
Gema se caracterizó por su piedad y su amor a Cristo y la Eucaristía. Fue una de las primeras mujeres estigmatizadas del siglo XX. Tres días a la semana, por al menos tres años, Gema mostraba estigmas en las manos y los pies, que luego desaparecían. También era famosa por sus visiones de su Ángel de la Guarda, a quien incluso una que otra vez le pedía que le llevase recados si estaba demasiado ocupada, generalmente enviando cartas al correo que iban destinadas a su director espiritual.
Muchacha de delicada salud, a los 20 años Gema se curó milagrosamente de una grave meningitis; ella atribuyó su curación a san Gabriel de la Dolorosa, entonces venerable, a quien le había rezado fervorosamente mientras recibía tratamiento. Esa misma mala salud no permitió que fuese aceptada como religiosa pasionista, pero igualmente recibe los honores correspondientes a la Orden y es especialmente popular entre sus adherentes.
Gema murió probablemente de tuberculosis en Lucca, el 11 de abril de 1903, a la edad de 25 años. Fue beatificada en el año 1933 y canonizada en 1940 como santa pasionista.

## Canonización
Fue beatificada por el papa Pío XI el 14 de mayo de 1933, en la Basílica de San Pedro. Canonizada por el papa Pío XII en 1940, se convirtió así en la primera mujer santa del siglo XX. Sus restos mortales descansan en el Santuario pasionista de su localidad, Lucca, donde se congregan cada año miles de peregrinos. La fiesta principal de santa Gema Galgani, según el calendario litúrgico, es el día 11 de abril, aunque en España, por concesión especial de la Santa Sede, se celebra el 14 de mayo, en recuerdo de su beatificación. Desde el año 1985 se venera en el Santuario de Santa Gema de Madrid la reliquia del corazón de la santa.

## Devoción en América

### En Chile
En la zona central de Chile, la devoción a Santa Gema Galgani se expandió gracias a misioneros de la Orden de los padres Pasionistas; aparte del santuario-parroquia de Santa Gema y el colegio del mismo nombre, localizados en la comuna de Ñuñoa en Santiago, hay santuarios dedicados a ella en Los Andes (Parroquia Santo Cristo de la Salud-Pasionistas, tanto en el templo principal, con misa los días 14, como en una capilla en el sector periférico) y en Codegua, junto al Puente Estero Seco.
En la Diócesis de Rancagua existe también desde el año 1975 una parroquia dedicada a Santa Gemita, en la población San Luis de Rancagua.

### En Venezuela
En Caracas, capital de Venezuela, se ubica un colegio católico que lleva el nombre en su honor, llamado Santa Gema Galgani.
En Barquisimeto, ciudad de Venezuela, se ubica una iglesia parroquial que lleva el nombre en su honor, llamada Santa Gema Galgani.

### En Puerto Rico
En Puerto Rico, están el colegio católico y la Parroquia-Santuario que también llevan su nombre en su honor.  Archivado el 19 de diciembre de 2012 en Wayback Machine.

### En El Salvador
En El Salvador, Centroamérica, existe un colegio llamado Santa Gema, ubicado en la ciudad de Santiago de María, departamento de Usulután, que fue la primera diócesis de la que fue obispo el santo y mártir salvadoreño San Óscar Arnulfo Romero. El colegio se encuentra a cargo de las Hijas de la Pasión de Nuestro Señor Jesucristo (Pasionistas) y una de sus exalumnas es doña Margarita Llach de Cristiani, ex primera dama de la República de El Salvador.

### En Colombia
En Medellín, Departamento de Antioquia, República de Colombia, existe en el barrio La Castellana una parroquia administrada por los Pasionistas que lleva el nombre de Santa Gema. En Buriticá, municipio del occidente del mismo departamento, el colegio lleva su nombre: Institución Educativa Santa Gema. 
Existe también un colegio llamado Santa Gema Galgani, ubicado en Caparrapí, Cundinamarca, municipio y departamento de Colombia, fundado en el año 1972.
En Bogotá, la capital de Colombia, en el barrio Chicó Navarra, también está la parroquia Santa Gema Galgani, que fue creada por el señor cardenal Pedro Rubiano Sáenz el 10 de agosto de 2000.

### En Argentina
En Tandil, Argentina, se encuentra una capilla en honor de la Santa que fue inaugurada en 1947 al pie del cerro El Calvario.
Además en la localidad de Merlo, Buenos Aires, se encuentra el Monasterio de Santa Gemma Galgani, donde se encuentran las Hermanas de la orden Pasionistas. Allí se encuentra una reliquia de primer grado de la Santa, traída directamente del Santuario de Lucca, Italia.
También en Chubut, en el barrio Restinga Alí de la ciudad de Comodoro Rivadavia, se encuentra una Capillita dedicada a Santa Gemma
En la provincia de San Juan son tan devotos de la Santa; que Gemma es un nombre muy común. En la localidad de Caucete de esa misma provincia, hay una Gruta dedicada a Santa Gemma. 

### En Uruguay
En la ciudad de Montevideo, en Uruguay, en el barrio Flor de Maroñas de la República Oriental del Uruguay, entre las calles Avda José Belloni y Roma se encuentra la parroquia Santa Gema.

### En Ecuador
En Ecuador, la Iglesia Santa Gema se encuentra ubicada en la ciudad de Guayaquil. Fue construida en 1960 y está ubicada en Ciudadela Bolivariana junto al Colegio Pasionista.

### En Nicaragua

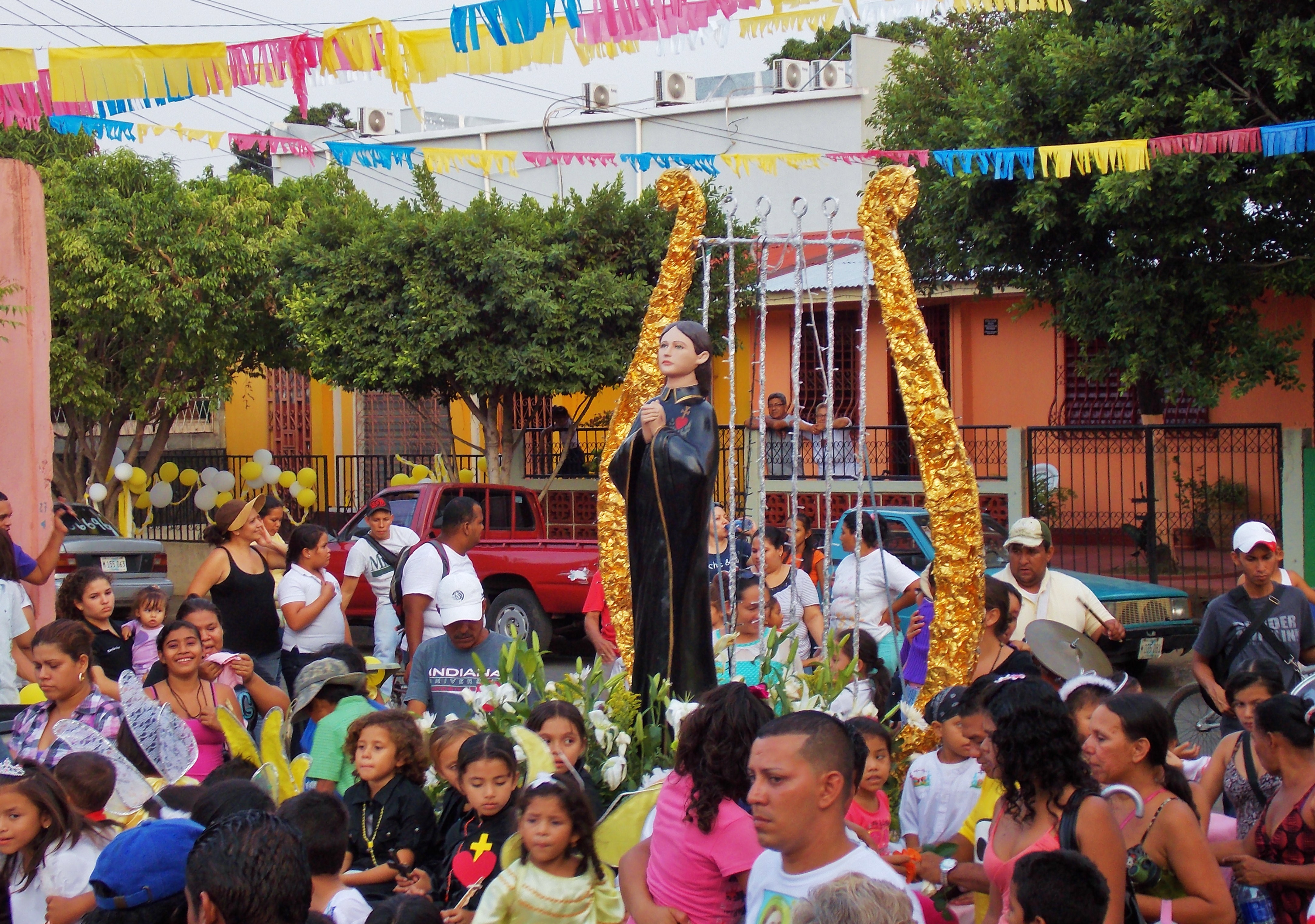
Santa Gema Galgani en Nicaragua.

En Nicaragua, se encuentra la parroquia de santa Gema Galgani, ubicada en La Colonia Fco. Morazán en la capital, Managua. Las festividades de la parroquia se realizan los 14 de mayo y es una tradición de más de 50 años. Durante la dictadura de Somoza, en época de guerra, los habitantes sacaban en procesión cargando en hombros la imagen de santa Gema, rezando para que la guerra acabara. Las festividades inician desde un día antes, previo a la fiesta de Nuestra señora de Fátima, el 14 de mayo en la madrugada se cantan "Las mañanitas a Santa Gema"; por la tarde se realiza una solemne misa con el arzobispo de Managua, luego la imagen es llevada en procesión por todas las calles de la colonia y finaliza en el atrio de la iglesia con un despliegue de fuegos artificiales y chicheros, para luego devolver la imagen al altar mayor donde descansará hasta el año siguiente.

## Gema Galgani en el cine
Diversos proyectos aficionados han llevado la vida de la santa a las pantallas, pero ha sido en 2024 cuando una productora española ha comunicado la preproducción de un largometraje titulado Gema Galgani (su nombre en el idioma original de la santa). La película será guionizada y dirigida por el cineasta y médico español, especialista en cine religioso, Óscar Parra de Carrizosa y protagonizada por la actriz Laura Lebó.

## Oración de Santa Gema
Aquí me tenéis postrada a vuestros pies santísimos, 
mi querido Jesús, para manifestaros en cada instante 
mi reconocimiento y gratitud 
por tantos y tan continuos favores como me habéis otorgado 
y que todavía queréis concederme. 
Cuantas veces os he invocado, 
¡oh Jesús! me habéis dejado siempre satisfecha; 
he recurrido a menudo a Vos, y siempre me habéis consolado. 
¿Cómo podré expresaros mis sentimientos, amado Jesús? 
Os doy gracias…; pero otra gracia quiero de Vos, 
¡oh Dios mío!, si es de vuestro agrado… 
(aquí se manifiesta la gracia que se desea conseguir). 
Si no fuerais todopoderoso no os haría esta súplica. 
¡Oh Jesús!, tened piedad de mí. 
Hágase en todo vuestra santísima voluntad. 
Amén. 
Rezar un Padrenuestro, Avemaría y Gloria.